# Quint Salàs
Quint Salàs (Quintus Salassus) va ser un cavaller romà del segle i aC. Era germà del Publi Curti que va morir decapitat a Hispània l'any 45 aC per orde de Gneu Pompeu (fill).
Probablement és el mateix personatge anomenat Vetti Salàs, que va ser proscrit pels triumvirs l'any 43 aC i que es va suïcidar llençant-se des del terrat d'una casa quan va veure a la seva pròpia muller que estava conduint al lloc on era els seus executors.